# NGC 1127
NGC 1127 ist eine Balken-Spiralgalaxie vom Hubble-Typ SBab im Sternbild Widder auf der Ekliptik. Sie ist schätzungsweise 439 Millionen Lichtjahre von der Milchstraße entfernt und hat einen Durchmesser von etwa 90.000 Lj.

Im selben Himmelsareal befinden sich u. a. die Galaxien NGC 1116, NGC 1117, NGC 1134, IC 267.
Das Objekt wurde am 2. Dezember 1863 vom deutschen Astronomen Albert Marth entdeckt.